# Vitório Maria de Sousa Coutinho

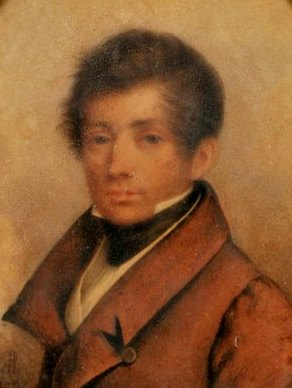
Vitório Maria de Sousa Coutinho.

Vitório Maria Francisco de Sousa Coutinho Teixeira de Andrade Barbosa, 2e graaf van Linhares (Turijn, 25 juni 1790 - Lissabon, 29 juli 1857) was een Portugees staatsman en premier ten tijde van de monarchie.

## Levensloop
Hij vocht als brigadier mee in het Portugees-Braziliaanse leger dat inzet werd bij het conflict met het Spaanse onderkoninkrijk Río de la Plata over het bezit van Uruguay. Vervolgens werd Linhares actief als diplomaat en in 1817 werd hij benoemd tot ambassadeur in Turijn.
In 1835 was hij minister van Marine in de regering van Pedro de Sousa Holstein, waarna hij in mei 1835 voor enkele weken premier van Portugal was. Tevens was hij lid van de Portugese Senaat.